# Isla Stonington
La isla Stonington es una isla rocosa a 1 milla al noreste de la isla Neny en la parte este de la bahía Margarita en la costa occidental de la Tierra de Graham en la Antártida.
Está situada a 68°11′S 67°00′O / -68.183, -67.000 y tiene de 0,4 millas de longitud del noroeste al sudeste y 0,2 millas de ancho. Se conecta al continente por una pendiente de hielo del glaciar Uspallata. Su nombre se debe a Stonington en Connecticut, el puerto base de la balandra Hero en la cual el capitán Nathaniel Palmer vio el continente Antártico en 1820.

## Base Este

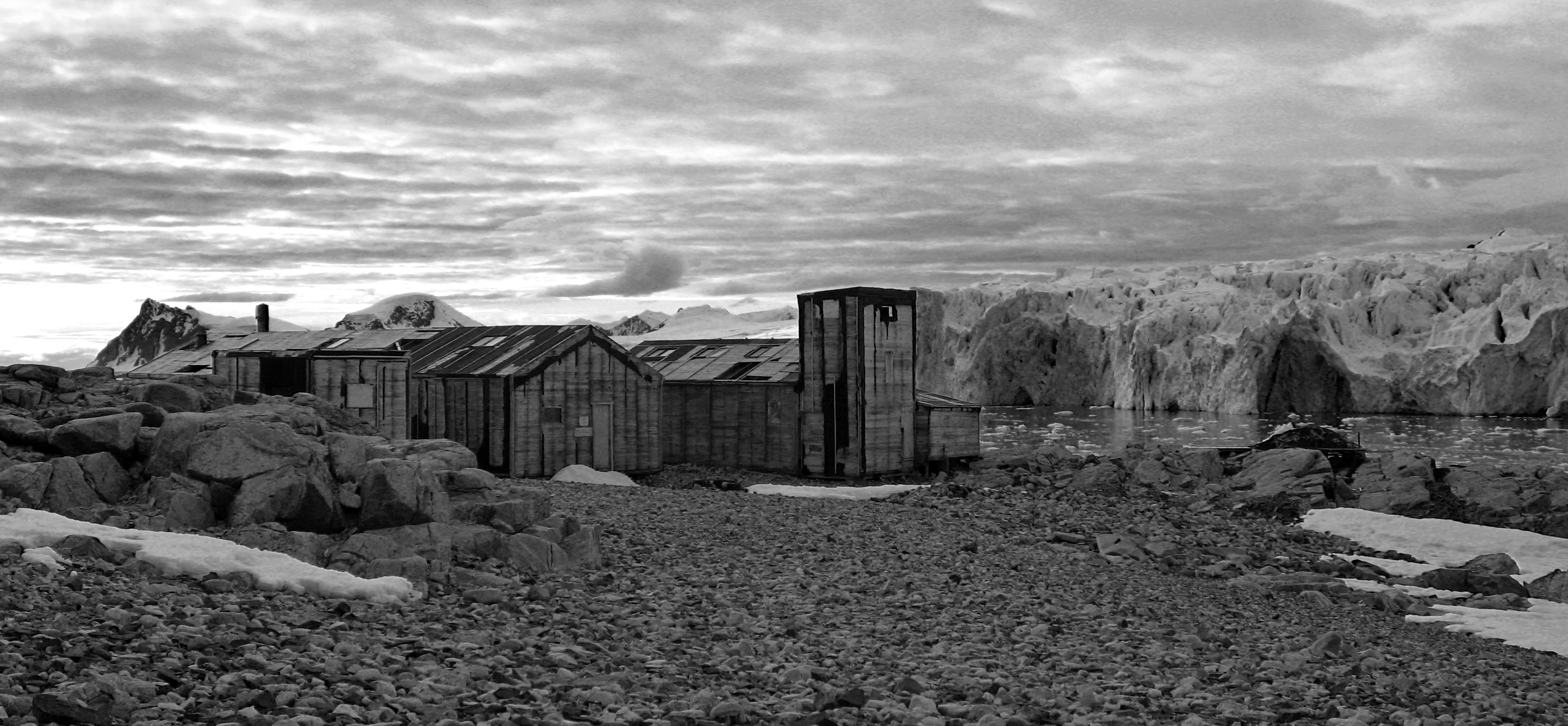
Tomada en viaje a la península antártica en febrero de 2009.

La isla Stonington fue escogida en 1940 como el lugar para la Base Este (East Base) del Servicio Antártico de los Estados Unidos (USAS) en la expedición de 1939-1941. Fue reocupada en 1947–1948 por la Expedición de Investigación Antártica Ronne. En octubre de 1989 la Base Este fue designada como Sitio y Monumento Histórico N.°. 55 bajo el Tratado Antártico.

## Base E
La Base E o Isla Stonington (Station E — Stonington Island o Marguerite Bay) del Reino Unido se ubicada en (68°11′S 67°00′O / -68.183, -67.000) en la isla Stonington. Fue inaugurada el 25 de febrero de 1946 por la Expedición de Investigación Antártica Ronne y ocupada hasta el 12 de febrero de 1950, luego entre el 9 de marzo de 1958 y el 7 de marzo de 1959, y entre el 14 de agosto de 1960 y el 23 de febrero de 1975. Su propósito era realizar investigaciones sobre geología, meteorología y biología. 
El edificio original se conoció como Trepassey House, pero la base fue relocalizada el 4 de marzo de 1961 construyendo una nueva cabaña sin nombre, que fue ampliada en 1965 y el 27 de enero de 1972. Los edificios de la Base Este fueron también usados como almacenes y llamados Passion Flower Hotel, Jenny’s Roost y Finn Ronne. La Trepassey House se incendió en enero de 1974 y quedó en ruinas.
El sitio fue limpiado en 1991-1992 y designado monumento histórico N.°. 64 el 19 de mayo de 1995.

## Reclamaciones territoriales
Argentina incluye a la isla en el departamento Antártida Argentina dentro de la provincia de Tierra del Fuego, Antártida e Islas del Atlántico Sur; para Chile forma parte de la comuna Antártica de la provincia Antártica Chilena dentro de la Región de Magallanes y de la Antártica Chilena; y para el Reino Unido integra el Territorio Antártico Británico. Las tres reclamaciones están sujetas a las disposiciones del Tratado Antártico.
Nomenclatura de los países reclamantes: 
- Argentina: isla Stonington
- Chile: isla Stonington
- Reino Unido: Stonington Island